# Queenstown (Nuova Zelanda)
Queenstown, in māori Tāhuna, è una cittadina della Nuova Zelanda nella regione di Otago, nel sud-ovest dell'Isola del Sud, situata sulle sponde del lago Wakatipu.

## Storia

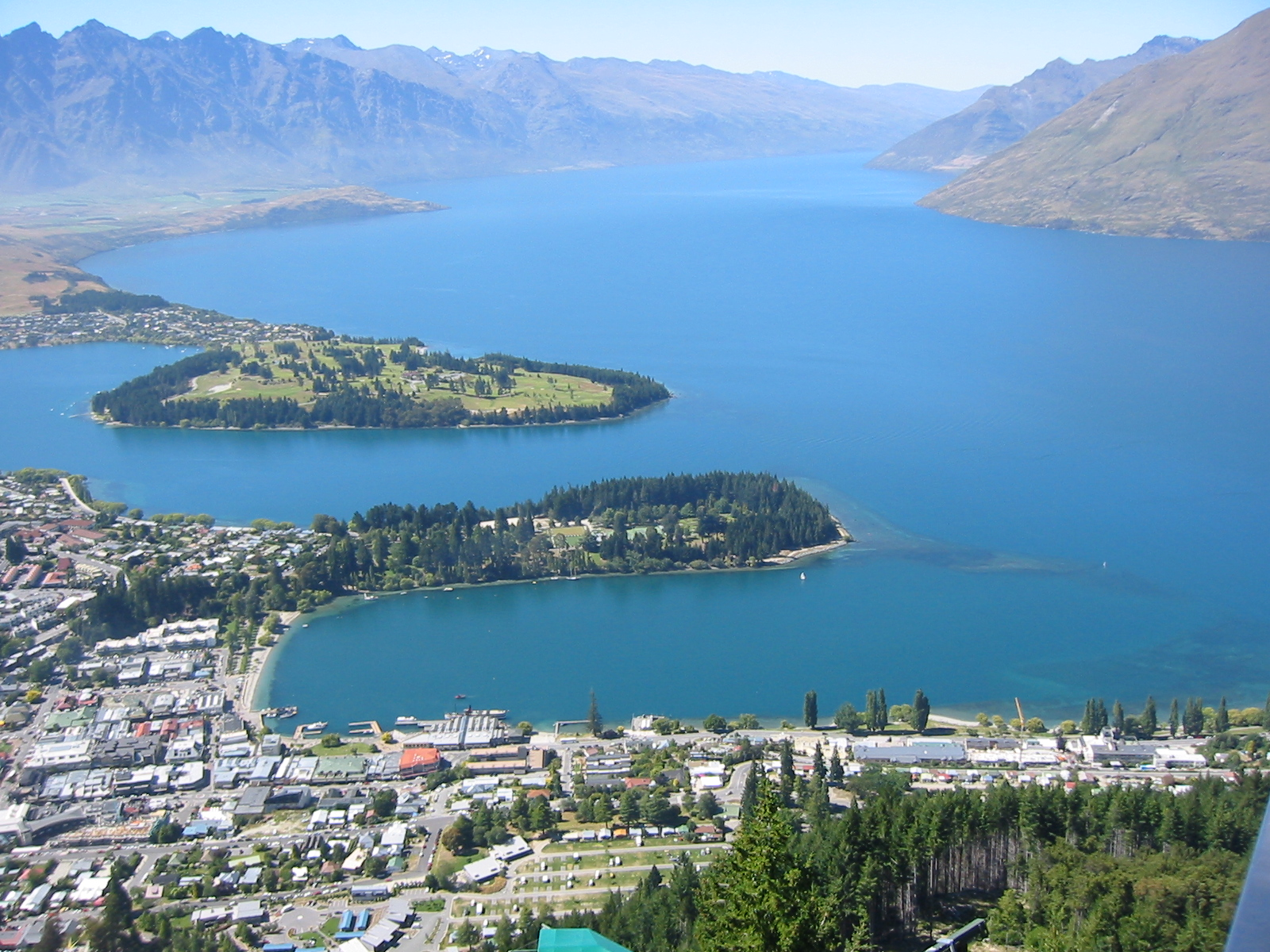
Queenstown e il lago Wakatipu

Venne fondata nella seconda metà dell'Ottocento quando nel vicino fiume Shotover vennero rinvenute le prime pepite d'oro.
Nel 1863 la cittadina, sperduta tra i laghi e le montagne dell'Otago, venne letteralmente invasa da migliaia di cercatori d'oro. Seguirono anni in cui la città s'ingrandì a macchia d'olio. Esaurita la vena aurifera, la città si spopolò.
Qui sono stati girati i film della serie "Il Signore degli Anelli".

## Economia

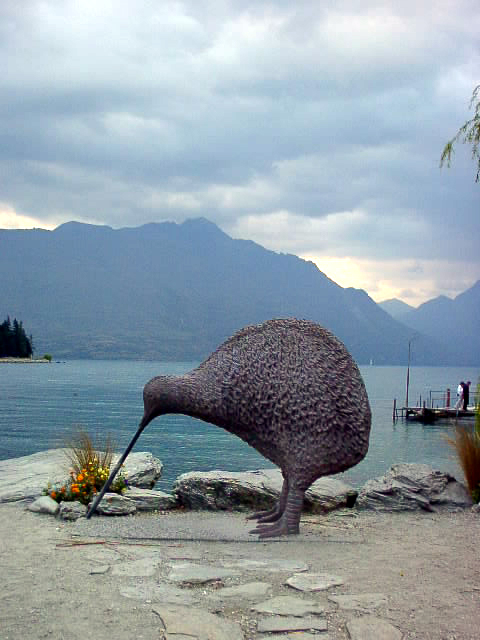
La statua del kiwi, simbolo nazionale, sulla marina di Queenstown

Attualmente Queenstown è un'ambita meta turistica, anche grazie al fatto che nel 1988 A. J. Hackett, guru dello sport estremo, aprì qui il primo sito di bungee jumping organizzato in modo commerciale. Queenstown è nota anche per i numerosi locali notturni.